# Asche von Cramm
Asche von Cramm, aussi connu sous les noms Assa von Kram, Aschwin IV, Ascanius von Cramm, né vers 1480 et mort en juin 1528 à Coire en Suisse, est un chef mercenaire et héros de guerre de la période de la Réforme, commandant militaire pour le compte du Prince-électeur Jean Ier de Saxe et ami de Martin Luther. À sa suggestion, Luther rédigea Si les hommes de guerre peuvent aussi être dans un état béni,, publié en 1526. Il acquiert une renommée particulière tant pour sa bravoure au combat que pour sa bonhomie et sa piété.

## Biographie
Il est issu de la famille noble de Basse-Saxe von Cramm. Ses parents sont Ashvin III von Cramm, échanson héréditaire de la Principauté épiscopale de Hildesheim et souverain de Wiedelah, et Gisela von Hoym. Il était seigneur d'Oelber et d'Elbruck.
Vers 1515, au nom de Charles de Gueldre, il mène la redoutée Garde noire (ainsi nommée d'après sa bannière ; également appelée « Légion noire » ou « Bande noire ») à la bataille de Marignan aux côtés de François Ier, et combat en première ligne ; l'intervention de la Garde Noire y fut une aide significative pour le camp français.
En 1519, il est au service du duc Henri Ier de Brunswick-Lunebourg, son seigneur lige. Lors de la querelle collégiale d'Hildesheim (de), le duc est sur le point de conclure la paix au risque de perdre ses propres châteaux et offices. Il est dit qu'Asche se serait retourné avec colère contre cette proposition et aurait conseillé au duc : « Rien ne devrait être accordé à l'ennemi arrogant. Puisse-t-il resplendir dans un confort brillant (bavardage vide de sens) avec son velours [...] ». Sous son influence, le duc rejette alors l'offre de paix et envoie Asche à la tête d'une cavalerie de 400 hommes à la bataille de Soltau (en), que la coalition Lunebourg-Hildesheim finit par remporter. Son propre cousin Burchard von Cramm aurait combattu pour le parti adverse Brunswick-Calenberg. En 1522, il est au service du cousin d'Henri, Éric Ier de Brunswick-Calenberg-Göttingen, contre lequel il avait combattu à Soltau.
Un an plus tard, en 1523, il rejoint au Danemark Frédéric de Holstein (futur Frédéric Ier, roi du Danemark et de Norvège) pour chasser son neveu Christian II du trône et conquérir Copenhague. L'expédition est un succès, Frédéric accède au trône du Danemark et peu de temps après également à celui de la Norvège.
Désormais connu et respecté, Asche suit l'électeur Frédéric de Saxe à sa cour. Il est dans l'entourage de l'Électeur à la cérémonie de mariage du prince électeur Joachim II de Brandebourg avec Madeleine de Saxe et au tournoi chevaleresque qui suit. En 1525, il mène un détachement de l'armée saxonne à la bataille de Frankenhausen lors de la Guerre des Paysans. Après la victoire, il plaide auprès de l'Électeur de Saxe pour la clémence et la protection des prisonniers. Ébranlé par ce qu'il a vu lors de la guerre des paysans et poussé par le remords, il en parle à Martin Luther, qu'il rencontre lors d'un séjour à Wittenberg et avec qui il développe une profonde amitié.
Asche reste à la cour de Saxe jusqu'en 1528 et remporte le tournoi organisé le 2 juin 1527 lors du mariage de Jean-Frédéric Ier de Saxe et de Sibylle de Clèves à Torgau.
La même année, Henri II de Brunswick-Wolfenbüttel le recrute pour une expédition à travers les Alpes jusqu'en Italie afin de conduire avec lui les troupes allemandes en soutien à l'Charles Quint. La campagne est d'abord un succès, Bergame est assiégée et Lodi conquise, lorsque la peste éclate dans le camp allemand. Pour cette raison, et aussi parce que l'empereur ne l'a pas payé, le duc annule la campagne, et, déguisé en serviteur, fuit en Allemagne. Asche bat retraite, mais a contracté la peste et reste à Coire. Il y meurt peu de temps après, le jour même où il apprend que son épouse Margarethe, baronne de Brandenstein, est morte en couches. L'historien Georg Christian Friedrich Lisch a qualifié Asche von Cramm de « l'un des plus grands héros de guerre de son temps ».

### Dans l'histoire de la Réforme
Dans la perspective actuelle, on considère son rôle dans l'histoire de la Réforme. Von Cramm entretenait des relations amicales avec Martin Luther. C'est sur la base de conversations entre les deux hommes à Wittenberg au cours de l'été 1525, portant sur le métier de soldat et la vie à la guerre, et sur la question de savoir si les hommes de guerre pouvaient aller au Ciel, qu'est rédigé en 1526 l'ouvrage de Luther Si les hommes de guerre peuvent aussi être dans un état béni, dédié à son ami « sévère et honorable ». Entre autres choses, Luther y aborde les expériences de von Cramm lors de la guerre des paysans, et ébauche les premiers critères d'une aumônerie militaire chrétienne.
Lorsque le duc Georges de Saxe, farouche opposant à Luther et à la Réforme, reçoit un exemplaire de l'ouvrage sans en connaître l'auteur, il fait l'éloge du livre et le montre à l'imprimeur et graphiste Lukas Cranach, qui publie également les œuvres de Luther, comme preuve que les écrits de Luther sont inférieurs à cet ouvrage. Lorsque Cranach lui explique que ce livre est justement de Luther, le duc se met en colère et déclare qu'il est dommage qu'un « moine aussi épouvantable » ait pu écrire un si bon livre.
Luther demanda plus tard à Asche de devenir le parrain de l'un de ses enfants. Luther fut profondément touché par sa mort prématurée. En 1534, il le qualifie de « feiner Mann » (homme de qualité) dans un commentaire des Psaumes.